# 吟ずる者たち
『吟ずる者たち』（ぎんずるものたち）は、2021年11月5日広島県先行公開し、2023年3月25日より全国順次公開の日本映画。監督は油谷誠至。
日本で初めて軟水醸造法を確立し、吟醸醸造の父と呼ばれた三浦仙三郎の実話を基に製作されている。

## あらすじ
現代編
永峰明日香は、東京でのデザイナーの仕事に幻滅し、実家の造り酒屋・永峰酒造がある広島県・安芸津へと帰ってくる。冬になり、新酒を仕込むシーズンも始まるが、突然父親であり社長でもある亮治が倒れてしまう。一度休業するか、このまま今期の仕込みを続けるかで家族や蔵人の皆が悩む中、明日香は父の部屋で三浦仙三郎の手記を目にする。永峰酒造の先祖は、実は三浦仙三郎の教えを受けた杜氏が開業した蔵だったのだ。仙三郎の手記を読み進める中で、仙三郎の思いや熱意を受け、明日香は、「仙三郎が作った吟醸酒『花心』を超える『追花心』」をつくろうとしていた父のために、「百試千改」の精神で酒造りへと関わっていく。
明治編
安芸津の酒造家・三浦仙三郎は悩んでいた。どれだけ酒蔵を清潔にしても、作った酒が腐造してしまい、売り物にならなくなってしまうことが何年も続いていたのだ。心機一転、別の地区に酒蔵を新築しようにも、これまでの生産実績では銀行から融資を受けることもかなわず、家族に白い目で見られながら実家の肥料屋の資産を使う事となる。苦心して新築した酒蔵でも腐造が起こってしまうため、原因を探るために仙三郎は名酒で名高い灘の製法を学ぶ。さらに、佐竹利市が開発した「動力式精米機」を用いて、酒米の表面にあるたんぱく質の多い層を糠として落とし、酒造に最適なでんぷんを多く含む中心部を露出させることが出来るようになった。のちに広島県工業試験場の初代醸造部長に就任した橋爪陽や、京都の酒造家大八木正太郎からは、安芸津の水が軟水であり、灘や伏見の硬水と違い、水の中に麹が成長するのに必要な栄養分(ミネラル)が少ないことや、酒造りには微生物の力が必要であることを教えてもらう。これらの教訓から、灘のまねをするのではなく、栄養素の少ない軟水で酒を造るには、温度を厳格に管理し、麹をしっかり、ゆっくりと成長させることが重要と気づき、「百回試し、千回改める百試千改」の精神で軟水醸造法を確立させていく。両親や兄弟の死、養子にもらい可愛がっていたミヨの死に悲しみにくれながらも、無償で技術を教え、広島県の酒蔵が全国清酒品評会で灘や伏見を破り一位に輝くまでの酒が出来上がっていく。

## 撮影
撮影は、オール広島ロケで行われた。2018年6月に製作が発表され、製作費は地元企業などからの協賛金で賄う方針であることが発表された。2018年11月10日にクランクインし、2019年6月に広島県先行公開する予定であったが、明治時代の酒蔵のセットの作成に手間取っている間にロケ地の酒蔵が仕込みシーズンに入ってしまい、撮影再開を2019年春まで待ち、先行公開も2019年秋へと延期された。しかし、未撮影シーンの中に冬のシーンが存在したため、2019年10月ごろに撮影を行い、2020年4月頃を目標に先行公開を行う予定となった。そのような折に、新型コロナウイルス感染症の流行が起こり、撮影もストップ、撮影の資金繰りも厳しくなりながらも、2020年12月25日にクランクアップ、2021年11月5日に広島県先行公開となった。

## キャスト
- 永峰明日香:比嘉愛未
- 永峰亮治:大和田獏
- 永峰敏江:丘みつ子
- 永峰和子:中村久美
- 永峰創太:奥村知史
- 立花志保:川上麻衣子
- 山中真一:篠原篤

- 三浦仙三郎:中村俊介
- 三浦ソノ:戸田菜穂
- 三浦忠兵衛:渋谷天外
- 三浦マチ:ひろみどり
- 三浦直子:今井れん
- 三浦忠造:中尾暢樹